# Astrápia-esplêndida
A astrápia-esplêndida (Astrapia splendidissima) é uma espécie de ave-do-paraíso (Paradisaeidae) pertencente ao gênero Astrapia, habita as florestas alpinas da Nova Guiné Ocidental e Central. É uma das menos conhecidas de sua família e gênero.

## Taxonomia e subspécies
A astrápia-esplêndida tem duas subespécies reconhecidas: A. s splendidissima e A. s helios. Um terceiro táxon, denomidado A. s elliottsmithorum, foi proposto, embora não seja caracteristicamente diferente da subespécie helios para garantir a separação subespecífica, e geralmente é considerado sinônimo do mesmo. Dentro do gênero Astrapia, a astrápia-esplêndida está mais próxima à astrápia-de-arfak (Astrapia nigra) do que seus congêneres.

## Etimologia
O nome genérico da astrápia-esplêndida deriva da palavra "astraipios", que significa relâmpago ou brilho, referindo-se à plumagem iridescente das astrápias. Seu nome específico, "splendidissima", significa "mais esplêndido", novamente referindo-se às cores esplêndidas desta astrápia em particular. No passado, essa espécie foi colocada em seu próprio gênero (embora muito brevemente), denomidado Calastrapia, que significa "bela astrapia".

## Descrição

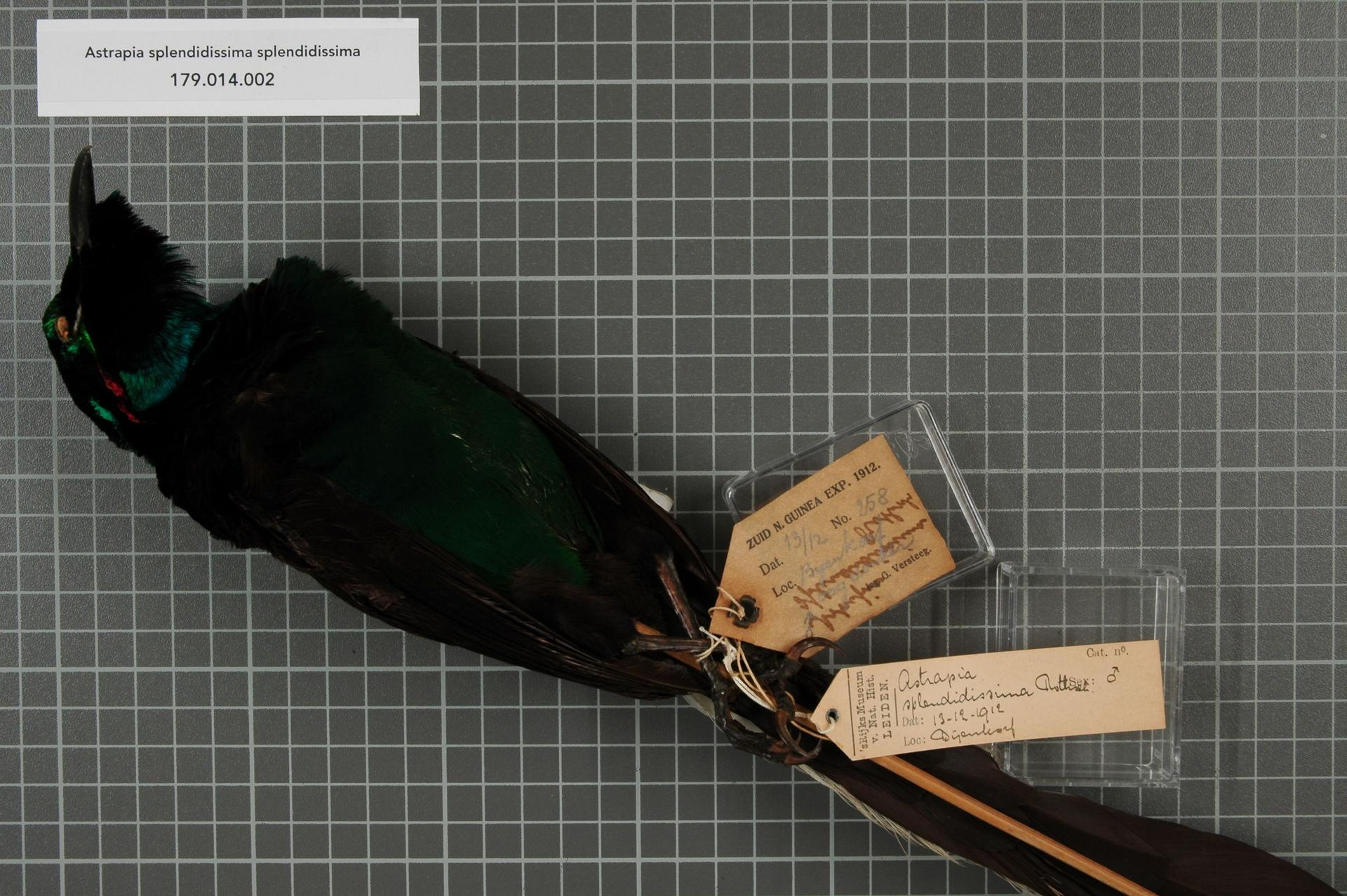
Espécime macho de A. s. splendidissima, Naturalis Biodiversity Center. Note a iridescência verde-azulado na garganta.

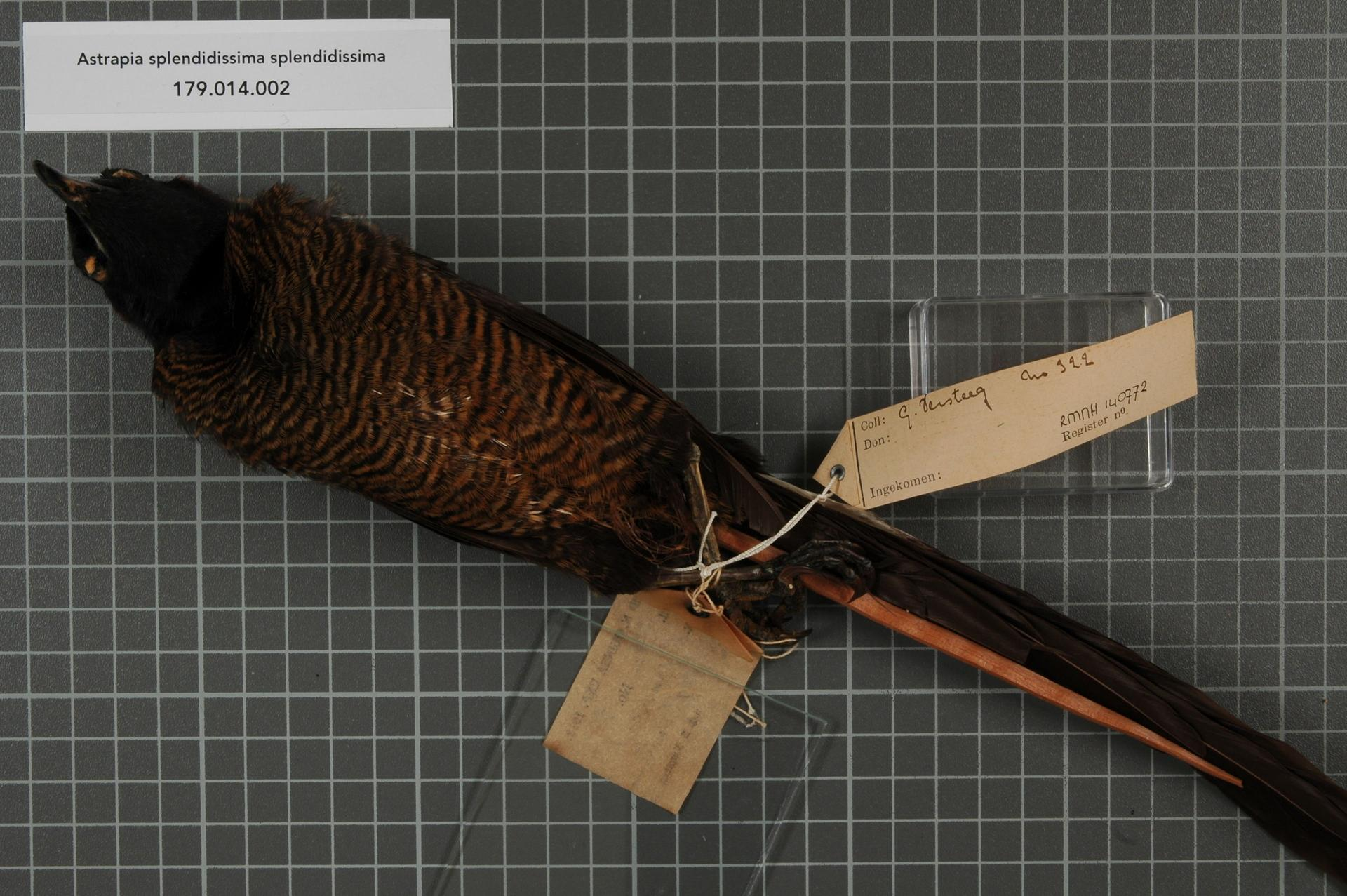
Espécime fêmea de A. s. splendidissima, mesmo local. Note o grande dimorfismo sexual entre os sexos.

A astrápia-esplêndida é uma espécie de ave-do-paraíso de tamanho médio, e é o menor membro do gênero Astrapia, com machos medindo aproximadamente 39 cm, e as sendo fêmeas ligeiramente menores chegando a 37 cm. Os machos provavelmente portam da plumagem mais iridescente da família Paradisaeidae. A cabeça do macho ao manto é de um verde-azulado iridescente a verde-amarelo, enquanto a garganta e o peito são de um turquesa metálico a verde brilhante, dependendo da iluminação. Abaixo do peito há um gorjal vermelho acobreado. A barriga é de um verde-escuro, as coberteiras inferiores da cauda são de uma cor acastanhada. As partes superiores do dorso, como as asas e as costas, são marrom escuro. A cauda relativamente longa é composta por duas longas plumas brancas com pontas espatuladas pretas iridescentes à violeta. A fêmea monótona tem a cabeça marrom-escura, asas e dorso mais claros, barriga marrom-clara com estrias pretas e cauda semelhante à do macho, porém sem ponta espatulada. Possuem olhos de cor escura, tarsos, pernas e bico cinza-chumbo e garras cinza-escuras.

## Distribuição e habitat
A astrápia-esplêndida, assim como a maioria dos outros paradisaeídeos, é nativa de florestas tropicais montanhosas e subalpinas médias e altas, bordas de florestas e florestas secundárias; ocorrendo entre 1750-3450 m de altitude, principalmente entre 2100-2700m. Sua distribuição é restrita às terras altas centrais e ocidentais da Nova Guiné, com a subspécie nomeada splendidissima sendo encontrada desde as Montanhas Weyland até os Lagos Paniai, e a subspécie helios encontrada a leste dos Lagos Paniai até a Cordilheira Hindenburg, e possivelmente também na Cordilheira Victor Emanuel.

## Conservação
Espécie difundida e comum em toda a sua distribuição, a astrápia-esplêndida é avaliada como pouco preocupante na Lista Vermelha de Espécies Ameaçadas da IUCN. Está listada no Apêndice II da CITES.